# Tangos volés
Pour plus de détails, voir Fiche technique et Distribution.
Tangos volés est un film franco-espagnol d'Eduardo de Gregorio, sorti en 2002.

## Synopsis
À Paris, Martin, jeune scénariste argentin dont on refuse tous ses scénarios, travaille faute de mieux comme technicien de cinéma et s'évade de son quotidien routinier en se projetant dans une histoire romanesque située dans les années 1930 où le tango règne en Argentine. Comme autres protagonistes, il s'inspire de personnes qui gravitent autour de lui, notamment d'Alice, une jeune actrice qui l'attire. Mais son histoire lui échappe et devient inextricable en enchevêtrant rêve et réalité.

## Fiche technique
- Titre original : Tangos volés
- Titre espagnol : Tangos robado
- Réalisation : Eduardo de Gregorio
- Scénario : Eduardo de Gregorio, Suzanne Schiffman, Bruno Herbulot
- Décors : Federico Garcia, Nicole Rachline, Rafael Vicent-Marti
- Costumes : Agnès Nègre
- Photographie : Teo Delgado
- Son : Miguel Polo, Bruno Charier, Stéphane Reichart
- Montage : Michel Klochendler
- Musique : Bruno Fontaine
- Musique additionnelle : José Padilla Sánchez
- Production : Hubert Niogret
- Sociétés de production : Kanpaï Productions (France), Moïra (France), Filmoblic (France), Never Land Films (Espagne), Alphaville (Espagne)
- Sociétés de distribution : Boomerang Productions (France), CQFD (France), UIP (United International Pictures, Espagne)
- Pays d’origine :  France,  Espagne
- Langues de tournage : français, espagnol
- Format : couleur (Technicolor) — 35 mm — 1.85:1 — son Dolby DTS
- Genre : musical, comédie
- Durée : 94 minutes
- Dates de sortie : 
  - Espagne : 19 avril 2002
  - France : 24 avril 2002
- (fr) Mentions CNC : tous publics, Art et Essai (visa d'exploitation no 98359 délivré le 6 mai 2002)

## Distribution
- Liberto Rabal : Martin/Raimundo
- Sylvie Testud : Alice/Paula
- Guy Marchand : Lamblin/Bastiani
- Juan Echanove : Octave
- Kiti Manver : Valentina
- Atmen Kelif : Félix
- Agnès Château : Marguerite/Christina
- Céline Miliat : Charlotte/Maria
- Andrea Bronston : la comtesse